# Graeme Clarke
Graeme Clarke, född 24 april 2001, är en amerikanskfödd kanadensisk professionell ishockeyforward som är kontrakterad till New Jersey Devils i National Hockey League (NHL) och spelar för Utica Comets i American Hockey League (AHL).
Han har tidigare spelat för HC Nové Zámky i Extraliga; Binghamton Devils i AHL samt Ottawa 67's i Ontario Hockey League (OHL).
Clarke draftades av New Jersey Devils i tredje rundan i 2019 års draft som 80:e spelare totalt.
Han är bror till Brandt Clarke.

## Statistik
| Källa: Utv = Utvisningsminuter Uppdaterad: 2024-01-07 | Källa: Utv = Utvisningsminuter Uppdaterad: 2024-01-07 | Källa: Utv = Utvisningsminuter Uppdaterad: 2024-01-07 |                           | Grundserie                | Grundserie                | Grundserie                | Grundserie                | Grundserie                |                           | Slutspel                  | Slutspel                  | Slutspel                  | Slutspel                  | Slutspel |
| Säsong                                                | Lag                                                   | Liga                                                  | Matcher                   | Mål                       | Assists                   | Poäng                     | Utv                       | Matcher                   | Mål                       | Assists                   | Poäng                     | Utv                       |                           |          |
| ----------------------------------------------------- | ----------------------------------------------------- | ----------------------------------------------------- | ------------------------- | ------------------------- | ------------------------- | ------------------------- | ------------------------- | ------------------------- | ------------------------- | ------------------------- | ------------------------- | ------------------------- | ------------------------- | -------- |
| 2013–2014                                             | Ottawa Senators U14                                   | HEO                                                   | 2                         | 0                         | 0                         | 0                         | 0                         | —                         | —                         | —                         | —                         | —                         |                           |          |
| 2014–2015                                             | Ottawa Senators U14                                   | HEO                                                   | 27                        | 56                        | 23                        | 79                        | 87                        | 8                         | 11                        | 5                         | 16                        | 37                        |                           |          |
|                                                       | Ottawa Senators U15                                   | HEO                                                   | 7                         | 5                         | 4                         | 9                         | 10                        | 3                         | 2                         | 3                         | 5                         | 0                         |                           |          |
| 2015–2016                                             | Toronto Marlboros U16                                 | GTHL                                                  | Statistik ej tillgänglig. | Statistik ej tillgänglig. | Statistik ej tillgänglig. | Statistik ej tillgänglig. | Statistik ej tillgänglig. | Statistik ej tillgänglig. | Statistik ej tillgänglig. | Statistik ej tillgänglig. | Statistik ej tillgänglig. | Statistik ej tillgänglig. | Statistik ej tillgänglig. |          |
| 2016–2017                                             | Toronto Marlboros U16                                 | GTHL                                                  | 33                        | 36                        | 15                        | 51                        | 16                        | —                         | —                         | —                         | —                         | —                         |                           |          |
|                                                       | Toronto Marlboros U16                                 |                                                       | 81                        | 82                        | 54                        | 136                       | 52                        | —                         | —                         | —                         | —                         | —                         |                           |          |
|                                                       | Markham Royals                                        | OJHL                                                  | 1                         | 0                         | 0                         | 0                         | 0                         | —                         | —                         | —                         | —                         | —                         |                           |          |
| 2017–2018                                             | Ottawa 67's                                           | OHL                                                   | 63                        | 14                        | 11                        | 25                        | 26                        | 5                         | 0                         | 0                         | 0                         | 0                         |                           |          |
| 2018–2019                                             | Ottawa 67's                                           | OHL                                                   | 55                        | 23                        | 11                        | 34                        | 34                        | 18                        | 7                         | 7                         | 14                        | 10                        |                           |          |
| 2019–2020                                             | Ottawa 67's                                           | OHL                                                   | 16                        | 9                         | 8                         | 17                        | 6                         | —                         | —                         | —                         | —                         | —                         |                           |          |
| 2020–2021                                             | HC Nové Zámky                                         | Extraliga                                             | 6                         | 0                         | 1                         | 1                         | 6                         | —                         | —                         | —                         | —                         | —                         |                           |          |
|                                                       | Binghamton Devils                                     | AHL                                                   | 31                        | 8                         | 10                        | 18                        | 12                        | —                         | —                         | —                         | —                         | —                         |                           |          |
| 2021–2022                                             | Utica Comets                                          | AHL                                                   | 52                        | 10                        | 14                        | 24                        | 30                        | 3                         | 1                         | 0                         | 1                         | 0                         |                           |          |
| 2022–2023                                             | Utica Comets                                          | AHL                                                   | 68                        | 25                        | 33                        | 58                        | 18                        | 6                         | 2                         | 4                         | 6                         | 4                         |                           |          |
| 2023–2024                                             | New Jersey Devils                                     | NHL                                                   | 1                         | 0                         | 0                         | 0                         | 0                         | —                         | —                         | —                         | —                         | —                         |                           |          |
|                                                       | Utica Comets                                          | AHL                                                   | 27                        | 11                        | 10                        | 21                        | 8                         | —                         | —                         | —                         | —                         | —                         |                           |          |
| NHL totalt                                            | NHL totalt                                            | NHL totalt                                            | 1                         | 0                         | 0                         | 0                         | 0                         | —                         | —                         | —                         | —                         | —                         |                           |          |
| AHL totalt                                            | AHL totalt                                            | AHL totalt                                            | 178                       | 54                        | 67                        | 121                       | 68                        | 9                         | 3                         | 4                         | 7                         | 4                         |                           |          |
| OHL totalt                                            | OHL totalt                                            | OHL totalt                                            | 134                       | 46                        | 30                        | 76                        | 66                        | 23                        | 7                         | 7                         | 14                        | 10                        |                           |          |

### Internationellt
| Källa: Uppdaterad: 2024-01-07 | Källa: Uppdaterad: 2024-01-07 | Källa: Uppdaterad: 2024-01-07 |         | Utv = Utvisningsminuter | Utv = Utvisningsminuter | Utv = Utvisningsminuter | Utv = Utvisningsminuter | Utv = Utvisningsminuter |
| År                            | Lag                           | Mästerskap                    | Matcher | Mål                     | Assists                 | Poäng                   | Utv                     |                         |
| ----------------------------- | ----------------------------- | ----------------------------- | ------- | ----------------------- | ----------------------- | ----------------------- | ----------------------- | ----------------------- |
| 2018                          | Kanada                        | Hlinka Gretzky                | 5       | 2                       | 1                       | 3                       | 0                       |                         |
| Junior totalt                 | Junior totalt                 | Junior totalt                 | 5       | 2                       | 1                       | 3                       | 0                       |                         |